# Apportegendom
Apportegendom är annan egendom än pengar som tillförs vid en aktiebolagsbildning. Exempel är aktier, varulager, fastighet, fordon, maskiner, patent, uppfinningar. Endast egendom av nytta för bolaget får användas som apportegendom.
Andra typer av egendom än ovan nämnda är oftast svårare att motivera så som dyr teknisk utrustning som inte har en uppenbar användning i bolaget. Ägaren av egendomen ansvarar för att beskriva nyttan så att en revisor på ett så tydligt sätt kan motivera ett underlag till Bolagsverket.
När ett aktiebolag, A, köper ett annat aktiebolag, B, och betalar aktieägarna i B med nyemitterade aktier i A, sägs en apportemission föreligga.
Jämför med aktiekapital.